# Fuzzy Door Productions
Fuzzy Door Productions — производственная компания актёра, комика, сценариста, продюсера, режиссёра и аниматора Сета Макфарлейна, основанная в 1998 году. Производство компании включает мультсериалы «Гриффины», «Американский папаша!», спин-офф «Гриффинов» «Шоу Кливленда», ситком с живым действием «Победитель», научно-документальный телесериал «Космос: пространство и время» и научно-фантастический трагикомедийный телесериал «Орвилл». Совсем недавно она подписала сделку с NBCUniversal. Компания переедет из своего давнего дома на 20th Century Fox Studios в Сенчури-Сити в NBCUniversal Universal City Studios в Юниверсал-Сити. Эрика Хаггинс продолжит возглавлять Fuzzy Door на посту президента. Два мультсериала Макфарлейна «Гриффины» транслировался на FOX и «Американский папаша!» транслировался на TBS будет по-прежнему производиться на студии FOX в то время как его телесериал «Орвилл», который должен выйти в эфир во втором расширенном сезоне на Hulu будет по-прежнему сниматься на Universal City Studios и в Вестлейк, Калифорния.
Название компании происходит от обтянутой леопардовым принтом двери из искусственного меха в доме, в котором жил Макфарлейн, когда учился в Род-Айлендской школе дизайна в качестве студента факультета анимации. Сам дом также получил прозвище «Fuzzy Door» (рус. Пушистая дверь) во время проживания Макфарлейна и был местом проведения многих вечеринок «Fuzzy Door». Логотип Fuzzy Door Productions был разработан Кори Бруксом, другом и соседом Сета в резиденции Fuzzy Door. Однако, в 2019 году логотип был обновлён, в нём появился более абстрактный дизайн двери и больше не использовался узор с мехом, вместо этого он был окрашен в простой белый цвет с синим фоном.

## Сериалы

### Телесериалы
| Название                     | Создатель(и)                            | Годы активности | Исходная(ые) сеть(и)             | Заметки                                                                                         |
| ---------------------------- | --------------------------------------- | --------------- | -------------------------------- | ----------------------------------------------------------------------------------------------- |
| Гриффины                     | Сет Макфарлейн                          | 1999-настоящее  | Fox                              | Совместное производство с 20th Television и 20th Television Animation.                          |
| Американский папаша!         | Сет Макфарлейн Майк Баркер Мэтт Вайцман | 2005-настоящее  | Fox (2005—2014) TBS (2014—н. в.) | Совместное производство с 20th Television, 20th Television Animation, и Underdog Productions.   |
| Победитель                   | Рики Блитт                              | 2007            | Fox                              | Совместное производство с 20th Television и Candy Bar Productions.                              |
| Шоу Кливленда                | Сет Макфарлейн Майк Генри Ричард Аппель | 2009-2013       | Fox                              | Совместное производство с 20th Television, Person Unknown Productions и Happy Jack Productions. |
| Папаши                       | Алек Салкин Уэллесли Уайлд              | 2013-2014       | Fox                              | Совместное производство с 20th Television.                                                      |
| Космос: пространство и время | Энн Друян Стивен Сотер                  | 2014            | Fox National Geographic Channel  | Совместное производство с Cosmos Studios и Santa Fe Studios.                                    |
| Блант говорит                | Джонатан Эймс                           | 2015-2016       | Starz                            | Совместное производство с Media Rights Capital.                                                 |
| Приграничный городок         | Марк Хентеманн                          | 2016            | Fox                              | Совместное производство с 20th Television, Bento Box Entertainment и Hentemann Films.           |
| Орвилл                       | Сет Макфарлейн                          | 2017-настоящее  | Fox Hulu                         | Совместное производство с 20th Television.                                                      |
| Долгая дорога домой          | Микко Аланн                             | 2017            | National Geographic Channel      | Совместное производство с Phoenix Pictures и Finngate Television.                               |
| Космос: возможные миры       | Энн Друян                               | 2020            | Fox National Geographic Channel  | Совместное производство с Cosmos Studios.                                                       |

### Веб-сериалы
| Название                                               | Создатель      | Годы активности | Исходная сеть | Заметки                                                                                  |
| ------------------------------------------------------ | -------------- | --------------- | ------------- | ---------------------------------------------------------------------------------------- |
| Кавалькада мультипликационных комедий Сета Макфарлейна | Сет Макфарлейн | 2008-2009       | YouTube       | Совместное производство с 20th Century Fox, Media Rights Capital и Main Street Pictures. |

## Фильмы
| Год  | Название                              | Режиссёр(ы)          | Дистрибьютор(ы)                     | Заметки |
| ---- | ------------------------------------- | -------------------- | ----------------------------------- | --- |
| 2005 | Стьюи Гриффин: Нерассказанная история | Пит Мишелс Питер Шин | 20th Century Fox Home Entertainment | Прямо на видео; совместное производство с Fox Television Animation.                                                                       |
| 2012 | Третий лишний                         | Сет Макфарлейн       | Universal Pictures                  | Совместное производство с Media Rights Capital, Bluegrass Films и Smart Entertainment. Первый фильм, распространённый Universal Pictures. |
| 2014 | Миллион способов потерять голову      | Сет Макфарлейн       | Universal Pictures                  | Совместное производство с MRC и Bluegrass Films.                                                                                          |
| 2015 | Третий лишний 2                       | Сет Макфарлейн       | Universal Pictures                  | Совместное производство с MRC и Bluegrass Films.                                                                                          |
| 2020 | Книги крови                           | Брэннон Брага        | Hulu                                | Телевизионный фильм; совместное производство с Touchstone Television.                                                                     |

### Короткометражные
| Название | Режиссёр       | Выпущен       | Исходный выпуск       | Заметки                                                                  |
| -------- | -------------- | ------------- | --------------------- | ------------------------------------------------------------------------ |
| В ЦРУ    | Сет Макфарлейн | 8 апреля 2005 | Бейсбольная лихорадка | Совместное производство с 20th Century Fox и 20th Century Fox Animation. |

## Дискография
- No One Ever Tells You[англ.] (2015) — Сет Макфарлейн
- In Full Swing[англ.] (2017) — Сет Макфарлейн
- Once in a While[англ.] (2019) — Сет Макфарлейн
- Great Songs from Stage & Screen[англ.] (2020) — Сет Макфарлейн